# Садыков, Ибайдулла
Ибайдулла́ Сады́ков (узб. Ибайдулло Содиқов; 1902 год, с. Мады, Ошский уезд — 1978 год, село Шарк, Кара-Суйский район, Ошская область) — председатель колхоза имени Калинина Ошского района (ныне Кара-Суйский район) Ошской области, Киргизская ССР. Герой Социалистического Труда (15.02.1957). Депутат Верховного Совета СССР 4-го созыва. Депутат Верховного Совета Киргизской ССР 3-го созыва.

## Биография
Родился в 1902 году в селе Мады Ошского уезда в крестьянской семье по национальности узбек.
С раннего возраста работал батраком по найму у баев. В 1930 году вступает в колхоз, работал разнорабочим, бригадиром, заместителем председателя колхоза имени Калинина Ошского района (ныне Кара-Суйский район). В 1939 году вступил в ВКП(б). В 1939 году избран председателем колхоза имени Калинина.
Вывел колхоз в число передовых сельскохозяйственных предприятий Ошской области. В 1956 году колхоз собрал в среднем по 29,5 центнеров хлопка-сырца с каждого гектара на площади 1520 гектаров. Указом Президиума Верховного Совета СССР от 15 февраля 1957 года за выдающиеся успехи, достигнутые в деле увеличения производства сахарной свеклы, хлопка и продуктов животноводства, широкое применение достижений науки и передового опыта в возделывании хлопчатника, сахарной свеклы и получение высоких и устойчивых урожаев этих культур удостоен звания Героя Социалистического Труда с вручением ордена Ленина и золотой медали «Серп и Молот».
Избирался депутатом Верховного Совета Киргизской ССР 3-го созыва (1951—1955) и депутатом Верховного Совета СССР 4-го созыва от Совета Национальностей (1954—1958).
После выхода на персональную пенсию союзного значения проживал в селе Шарк Кара-Суйского района, где скончался в 1978 году.
Награды
- Орден Ленина
- три Орден Трудового Красного Знамени
- Орден «Знак Почёта»
- нагрудной знак «Отличник Социалистического сельского хозяйства СССР».